# Nông nghiệp Đại Việt thời Tây Sơn
Nông nghiệp Đại Việt thời Tây Sơn phản ánh chính sách và kết quả hoạt động nông nghiệp nước Đại Việt từ năm 1778 đến năm 1802, không giới hạn trong phạm vi lãnh thổ nhà Tây Sơn quản lý, nhưng không bao gồm tình hình nông nghiệp trên lãnh thổ nhà Lê trung hưng trong những năm cuối cùng của triều đại này (năm 1789 trở về trước, nông nghiệp vùng sông Gianh trở ra được phản ánh trong bài Nông nghiệp Đàng Ngoài thời Lê trung hưng).
Cuối thế kỷ 18, nước Đại Việt trải qua nhiều biến động phức tạp về chính trị, quân sự, có nhiều thay đổi chính thể trên các địa phương trong nước. Kể từ năm 1789 hình thành hai khu vực tương đối ổn định cho tới năm 1802: từ Bắc vào tới Nam Trung Bộ thuộc nhà Tây Sơn, vùng Nam Bộ thuộc chúa Nguyễn Ánh.

## Nhà Tây Sơn

### Chính sách
Trong những năm đầu, do hoàn cảnh chiến tranh, phải đối phó với các chính quyền khác và lãnh thổ còn bị chia cắt, nhà Tây Sơn chưa có nhiều chính sách và việc thực thi cụ thể đối với phát triển kinh tế nói chung và nông nghiệp nói riêng.
Chính sách phát triển nông nghiệp của nhà Tây Sơn chỉ thực sự bắt đầu sau khi Quang Trung đánh bại quân Thanh và chính thức thay thế nhà Lê trung hưng ở Bắc Bộ. Tại thời điểm đó, nhiều vùng trong cả nước rất khó khăn sau nhiều năm chiến tranh. Những vùng như Thanh Hóa, Nghệ An bị mất mùa, dân bị đói kém, ruộng đất bị bỏ hoang nhiều nơi.
Do yêu cầu cấp bách của hoàn cảnh khi đó, Quang Trung ban hành "Chiếu khuyến nông" kêu gọi nhân dân lưu tán trở về quê hương khai khẩn ruộng nương, sản xuất nông nghiệp để ổn định cuộc sống, phục hồi kinh tế đã đình trệ. Ông giao cho các quan lại địa phương như thôn trưởng, xã trưởng quán xuyến công việc, hạn đến tháng 9 năm 1789 phải trình được sổ điền hộ, kê khai số đinh, số ruộng hiện có và số ruộng hoang mới khai khẩn để triều đình quy định ngạch thuế.
Sổ đinh các làng lập xong, quan huyện có nhiệm vụ tập hợp lại, rồi đối chiếu và phát cho mỗi người một tấm thẻ có chữ "thiên hạ đại tín" bằng chữ triện, có hoa văn, xung quanh ghi họ tên, quê quán và điểm chỉ. Ai cũng phải mang theo thẻ bài, không có là dân ẩn lậu. Đây là biện pháp hữu hiệu để quản lý nhân khẩu, kê đủ số đinh hiện có để phục vụ sản xuất và quân sự.
Cùng việc lập sổ đinh, Quang Trung ra lệnh lập lại sổ ruộng. Ruộng được chia làm 3 hạng: nhất đẳng điền, nhị đẳng điền và tam đẳng điền; trên cơ sở đó triều đình có mức thu cụ thể:
- Đối với ruộng công: 
  - Ruộng hạng nhất nộp 150 bát thóc
  - Ruộng hạng nhì nộp 80 bát thóc
  - Ruộng hạng ba nộp 50 bát thóc
  - Ngoài ra mỗi mẫu phải nộp tiền thật vật 1 tiền và tiền khoán làm kho 50 đồng.
- Đối với ruộng tư:
  - Ruộng hạng nhất nộp 40 bát thóc
  - Ruộng hạng nhì nộp 30 bát thóc
  - Ruộng hạng ba nộp 20 bát thóc
  - Ngoài ra mỗi mẫu phải nộp tiền thật vật 1 tiền và tiền khoán làm kho 30 đồng.

Ngoài thuế và tiền thật vật, làm kho, nông dân không phải nộp thêm khoản tiền nào khác. Chính sách đơn giản này góp phần làm giảm gánh nặng đóng góp cho nhân dân, khiến đời sống dễ chịu hơn.
Ngoài ra, triều đình còn ban lệnh các địa phương phải đảm bảo giải quyết hết diện tích ruộng đất bỏ hoang, nếu hết thời hạn vẫn bỏ hoang không khai khẩn thì ruộng công sẽ chiếu theo ngạch thuế thu gấp đôi, nếu là ruộng tư thì thu thành ruộng công.

### Kết quả
Nhờ chính sách này, sản xuất nông nghiệp bước đầu được khôi phục. Đến vụ mùa năm 1791, mùa màng thu hoạch khá tốt, khôi phục được cảnh như thời thái bình trước đây.
Bài Phú tụng Tây Hồ của Nguyễn Huy Lượng đã ghi lại thành tựu này:
Tới Mậu Thân từ rỡ vẻ tường vân, sông núi khắp nhờ công đãng địch
Qua Canh Tuất lại tưới cơn thời vũ, cỏ cây đều gợi đức chiêm nhu
Tuy nhiên, chính sách "khuyến nông" của Quang Trung vẫn chưa giải quyết được toàn bộ vấn đề ruộng đất cuối thế kỷ 18, vì chưa đụng đến quyền sở hữu ruộng đất của giải cấp địa chủ, chỉ tịch thu ruộng đất tư bỏ hoang quá hạn và ruộng đất của những phần tử chống đối. Nhưng xét trong bối cảnh đương thời, việc chia ruộng đất công cho dân có điều kiện sản xuất, chấm dứt tình trạng phân tán đã mang ý nghĩa tích cực nhất định và hiệu quả nhất định.

## Chúa Nguyễn ở Nam Bộ

### Chính sách
Từ khi tái chiếm Nam Bộ, Nguyễn Ánh đã bắt đầu thi hành các chính sách phát triển nông nghiệp vào giữa năm 1789.
Đến tháng 6 năm 1789, Nguyễn Ánh đưa ra chính sách lấy sản xuất nông nghiệp làm trọng trên cơ sở số lớn đất đai phì nhiêu nhưng lại bị bỏ hoang nhiều. Nguyễn Ánh cho đặt nhóm quan điền toán gốm 12 người (một số vị nổi bật là Trịnh Hoài Đức, Lê Quang Định, Ngô Tòng Châu, Hoàng Minh Khánh) để đi bốn dinh miền Nam là Phiên Trấn, Trấn Biên, Trấn Vĩnh, Trấn Định để đốc thúc nhân dân làm việc nông nghiệp, phàm ai lười biếng sẽ bị bắt sung quân.
Ngoài ra, Nguyễn Ánh còn đề ra chính sách: nếu người hoặc nhóm người làm ruộng đất tốt thu trên 100 thùng lúa, còn ruộng đất xấu thu trên 70 thùng lúa thì sẽ được thưởng như sau: dân thường sẽ được miễn việc xâu (những việc quan lại cần nhân công địa phương làm như đào kênh, đắp thành) một năm; phủ binh thì sẽ được miễn đi đánh nhau một năm. Còn với những người dân không ở trong sổ bộ quản lý của địa phương cũng có thể làm ruộng dưới sự chăm sóc của quan điền toán và được xem như là một người lính; nếu như họ thiếu vốn thì cũng có thể được cho vay trả sau.
Từ tháng 10 năm 1790, binh lính cũng được huy động vào việc sản xuất nông nghiệp khi phép Ngụ binh ư nông được thi hành. Binh lính được khuyến khích cầy cấy để tận dụng các mảnh đất bị bỏ hoang vì chiến tranh. Nhóm Trung Quân và các nhóm thủy quân được cử đến khai thác vùng Thảo Mộc Câu (sông Vàm Cỏ ngày nay) lập ra trại Đồn Điền dưới sự chỉ huy của chánh cơ Nguyễn Bình. Trại này được nhà nước trợ cấp dụng cụ và giống cây, phần thu hoạch được sẽ sung vào kho công. Các quan địa phương khác cũng phải lập đội đồn điền và nộp thuế theo hạn mức 6 hộc lúa mỗi người trong đội; bất cứ ai tuyển được 10 người trở lên sẽ được làm quan quản trại và trừ tên trong sổ làng (tức là khỏi đi lính).
Để có thêm lúa gạo phục vụ chiến tranh, Nguyễn Ánh cho đặt thêm thuế phụ ngoài thuế ruộng (thuế điền) một năm hai kỳ thu là thuế thị túc và thị nạp. Mức thu như sau:
- Năm 1792, từ một tới năm phương lúa trên một người
- Năm 1799, vùng Bình Định và Phú Yên nộp 17 thăng gạo cho mỗi mẫu ruộng
- Năm 1800, mỗi người ở Gia Định nộp hai phương gạo (riêng người già và tàn tật thì chỉ nộp một nửa). Ruộng mỗi mẫu sẽ nộp 1 phương gạo.

Tới năm 1791, Nguyễn Ánh cho đặt một lệ về việc khẩn hoang rằng ba năm đầu từ ngày khẩn hoang sẽ miễn thuế. Ai muốn khẩn hoang phải nộp đơn trước 20 ngày, sau hạn này ruộng sẽ giao cho binh lính, dân chúng không được quyền tranh chấp nữa.

### Đánh giá
Các chính sách cải cách nông nghiệp này đã khiến việc sản xuất lúa gạo ở vùng Gia Định tăng cao và giúp rất lớn cho việc chiến tranh với Tây Sơn của Nguyễn Ánh. Sử gia Tạ Chí Đại Trường nhận xét những việc trên như sau: "...chính sách đồn điền nhằm vào việc khai phá đất đai làm ruộng bằng cách khiến mọi người không dừng được, phải tham gia với sự đôn đốc, kiểm soát, trợ giúp của chính phủ. Đó là một chính sách nông nghiệp cưỡng ép, có từ xưa nhưng bây giờ lại được áp dụng trên một quy mô rộng lớn, khiến vùng Gia Định trở nên phồn thịnh, sản xuất dồi dào quyến rũ được đám dân nghèo đói Bình Thuận, Phú Yên bỏ xứ chạy vào làm tăng dân số, uy tín nội bộ cho Nguyễn Ánh, để dư gạo giúp Xiêm đói, giúp Thanh đánh Tây Sơn và cuối cùng để đủ binh lương cho quân lính dùng khi tràn ra phía Bắc đánh đám người kiệt hiệt đã làm ông khốn đốn khi xưa.
Đánh giá chung về thành quả khai khẩn mà Nguyễn Ánh đã làm ở miền Nam Việt Nam, sử gia Trần Trọng Kim nhận xét: Cách Nguyễn Vương khai khẩn đất Gia Định thật là khôn khéo, khiến cho đất Nam Việt trước là một chỗ đất bỏ hoang, không có người ở, mà sau thành ra một nơi rất đông người và rất trù phú trong nước Nam ta